# Серебрянское многослойное поселение на Северском Донце

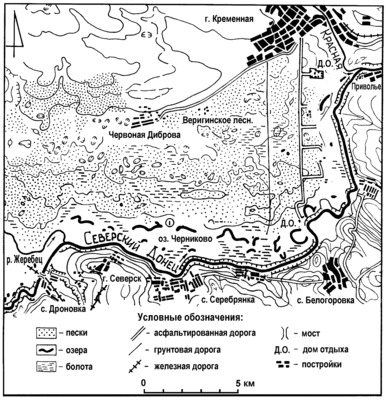
① – место поселения Серебрянское

Серебрянское поселение – комплексный многослойный бытовой памятник, содержащий археологические свидетельства материальной культуры и хозяйственной деятельности древнего населения Доно-Днепровского междуречья на протяжении нескольких тысячелетий: развитого и позднего неолита, среднестоговско-хвалынской культурно-исторической общности, репинской культуры, харьковско-воронежской позднекатакомбной культуры эпохи средней бронзы, финальнокатакомбной и поздней абашевской культур рубежа средней и начала поздней бронзы. В культурном слое поселения выявлено 15 впускных захоронений праболгарского могильника. Материалы поселения хранятся в Археологическом музее Луганского государственного университета имени Владимира Даля.

## Общая характеристика поселения
Поселение выявлено и исследовано в 1997 году археологической экспедицией Далевского университета под руководством Санжарова С.Н. Расположено на территории Кременского района Луганской области в пойме левого берега Северского Донца на участке между реками Жеребец и Красная на песчаном мысе между озерами Клешня Первая и Черниково на расстоянии 1,3 км на юго-запад от Серебрянского лесничества.
Овальный мыс (100х90 м) возвышался над пойменной зоной на 0,5-1 м. Его поверхность покрыта луговой растительностью и понижалась к юго-западу в сторону заболоченного участка. В центральной части мыса заложен прямоугольный раскоп площадью 1062 квадратных метров. Светлый материковый песок залегал на глубине 0,9-1 м. Над ним находился слой серой супеси с находками нео-энеолита. Его мощность около 0,2-0,3 м. Сверху имелся слой черной супеси толщиной 0,5 м с материалами катакомбной культуры. В пределах верхнего уровня этого слоя выявлены основные финальнокатакомбные и абашевские находки. Мощность дернового слоя 0,2-0,25 м

## Материалы неолита - энеолита
Из-за особенностей супесчаного грунта памятника важную информацию о его стратиграфии дала планиграфия находок и их скоплений. Наибольшая концентрация материалов всех культурных групп неолита и энеолита прослеживалась по линии юго-запад – северо-восток. Здесь найдено большинство развалов сосудов приблизительно на одном уровне. В целом материалы развитого неолита найдены преимущественно в восточной, юго-восточной и южной частях памятника. Керамика позднего неолита располагалась в юго-западной, центральной и северной частях поселения. Среднестоговские находки обнаружены в западной, юго-западной и, частично, в северо-восточной частях памятника, а материалы репинской культуры залегали по линии запад-восток в центральной части поселения.

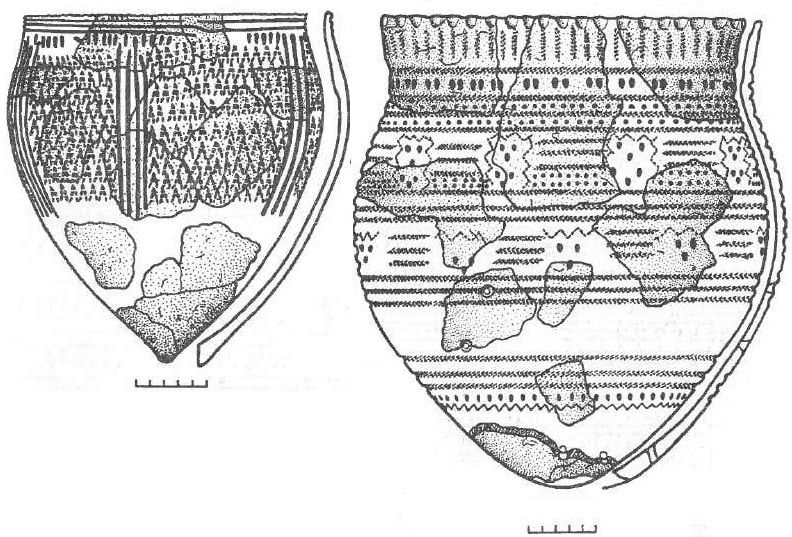
Неолитическая керамика

Наиболее многочисленную группу керамики представляет остродонная посуда развитого (15 сосудов) и позднего (11 сосудов) этапов днепро-донецкой культурно-исторической общности – профилированные горшки, банки, чаши, орнаментированые гребенчатыми оттисками, ямками, прочерченными линиями и наколами, порой образующие сложные композиции из горизонтальных и вертикальных рядов.
К энеолиту отнесены три группы сосудов с примесью толченой ракушки. Пять горшков со слегка желобчатым горлом и прочерченными линиями, обрамленными наколами и овальными вдавлениями, принадлежат среднестоговско-хвалынской культурно-исторической общности. Фрагменты от 14 сосудов с невысокой желобчатой шейкой, раздутыми боками и яйцевидным туловом, отражают комплекс репинской культуры. Эти формы украшены оттисками крупного шнура и гребенки, жемчужным декором.
К неолиту и энеолиту принадлежит 1104 кремнёвых и кварцитовых артефактов, образующие отдельные скопления и производственные комплексы орудий. В их составе нуклеусы, бифасные топоры, бифасные наконечники, мотыжки, резцы, скребки, орудия для обработки отверстий, пластины и отщепы с ретушью. Производственные комплексы состоят из 23, 9 и 12 орудий. Они найдены компактными локальными группами и предназначались для специализированной хозяйственной деятельности.

## Материалы харьковско–воронежской позднекатакомбной культуры
Всего к катакомбным харьковско-воронежским древностям отнесено 4295 фрагментов от 465 сосудов: 403 высокошейных, 38 короткошейных, 10 реповидных сосудов и 14 чаш-мисок. Около 85 % всей керамики орнаментировано.

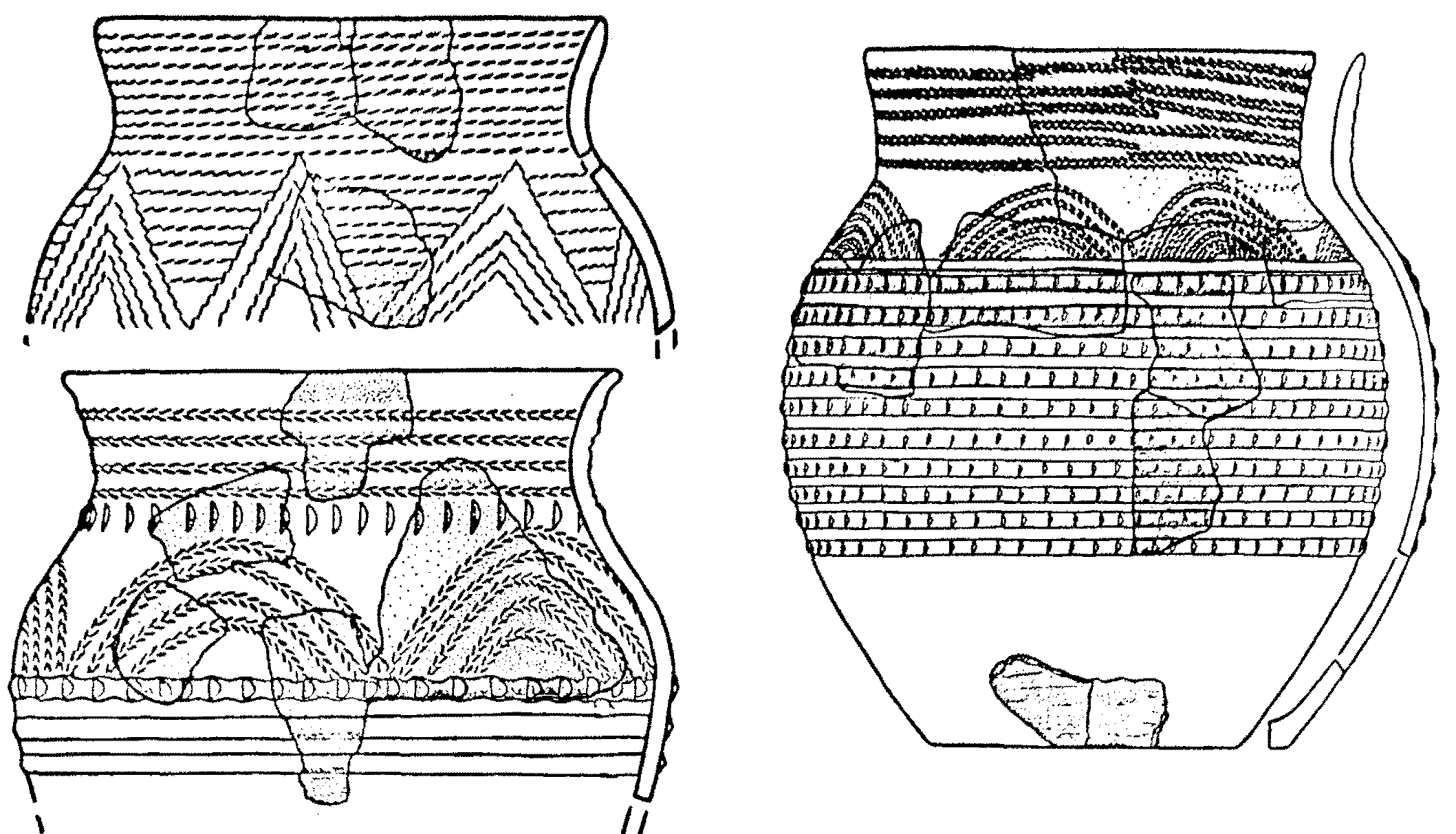
Керамика катакомбной культуры

Сосуды отличаются плавным изгибом горла и скругленными плечиками. В большинстве случаев максимальный диаметр тулова приходится на верхнюю треть высоты. Стенки придонных частей имеют нависающий характер. Шейки слегка приострены в профиле. Их край иногда отогнут наружу или стянут вовнутрь, что несколько ассоциируется с желобчатостью. Шейки преимущественно украшены параллельными рядами глубоких шнуровых оттисков. Круговые пояски нередко чередуются с вдавлениями полукруглого штампа, гребенки, коротких шнуровых линий и ногтевых защипов. Присутствуют шнуровые одиночные пояски, размещенные под верхним краем шейки и в ее основании. Сверху многорядных оттисков практиковалось наложение шнуровых зигзагов и волнистых элементов. Появляются чередующиеся ромбические фигуры, образованные наложением двух зигзагов. Как самостоятельные элементы композиций в оформлении шеек использованы шнуровые фестоны, треугольники и зигзаги. Нередко треугольные фигуры образованы штриховкой нижних или верхних углов зигзага. Довольно редко встречаются двухрядные зигзаги. Имеют место шнуровые паркетные мотивы, пояски простых штампов и горизонтальные елочки. Верхний край шеек дополнительно украшен поясками из коротких оттисков и разнообразных вдавлений. Шнуровые узоры на шейках и плечиках комбинируются с валиковыми орнаментами на боковинах и придонных частях. Нередко валики совмещаются с оттисками гребенки в общих композициях. Зафиксирована комбинация шнурового орнамента с валиком позднейшего типа – с глубокими пальцевыми вдавлениями и ногтевыми насечками. Значительное количество шеек, плечиков, реже – боковин, украшено круговыми бороздками типа псевдоваликов. Их спинки приострены и дополнительно декорированы прочерками, оттисками гребенки и штампов. В целом для орнаментации применяются обычные налепные валики и их всевозможные сочетания. На некоторых сосудах псевдоваликами украшены даже придонные части.
На поселении выявлен бронзовый черешковый нож с расковкой окончания клинка. Поверхности нескольких сосудов, в том числе и чаш, ошлакованы и сохранили следы меди.
В северо-восточной части поселения сконцентрированы обломки от трех крупных тиглей в виде толстостенных округлодонных чаш. Их поверхность ошлакована и содержит вкрапления меди. Здесь же найдены обломок керамического сопла с орнаментом в виде прочерченной елочки и фрагменты двух литейных форм для отливки уплощенных предметов. Из глины изготовлен обломок крупного колесика или крышки. Встречены  обломки каменных сверленых топоров-молотков ромбического и удлиненно-ромбического типа, каменная высверлина. Найдены овальный желобчатый абразив, 24 песчаниковые плитки различной формы, каменная призматическая наковаленка с вогнутой поверхностью, песты и их обломки, три ретушера из мелкозернистой породы и многочисленные изделия из кремня.

## Финальнокатакомбные материалы

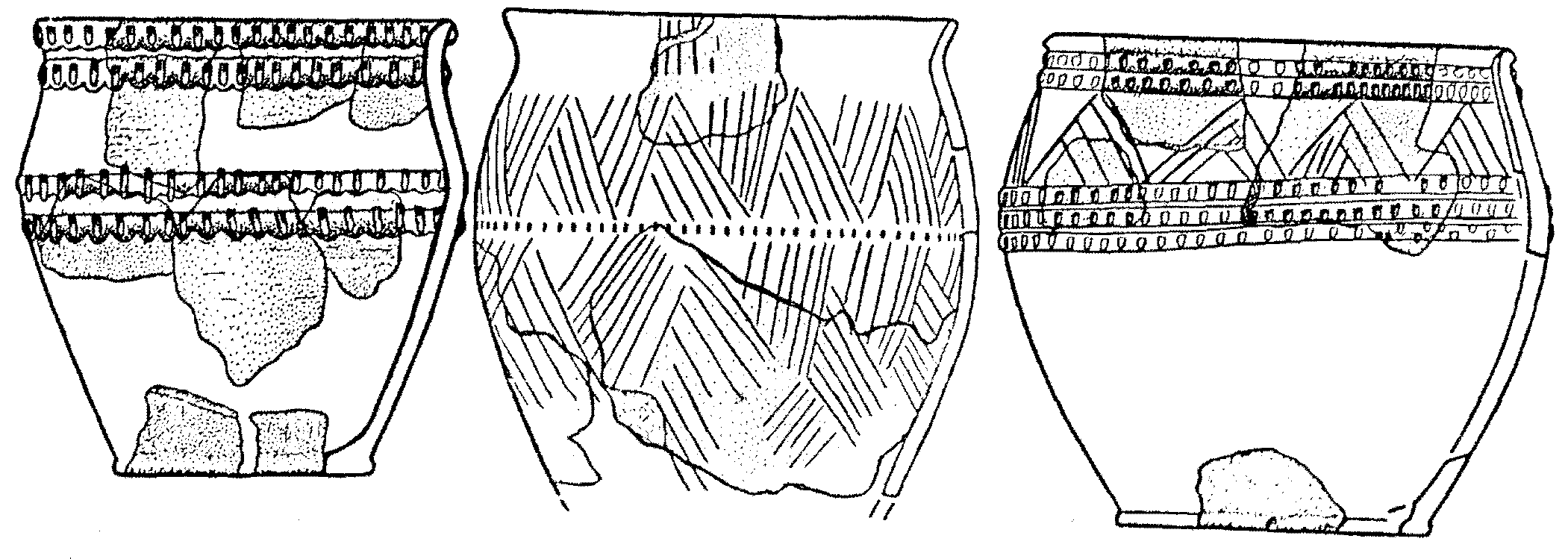
Финальнокатакомбная керамика

К ним отнесены фрагменты от 35 сосудов с разновеликими раструбными или прямыми шейками. Ярким признаком финальнокатакомбной посуды являются уплощенные отвесные плечики. Доминируют приземистые горшки, но встречены и стройные. Степень изогнутости горла плавная. На внутренней поверхности горла двух сосудов выражено ребро. Обломок шейки одного горшка сохранил на внутренней поверхности поясок из ногтевых насечек. Для декора широко использованы валики и прочерки, реже – налепные шишечки и ногтевые насечки.
Шейки украшены одним или несколькими рядами валиков. Как и на позднекатакомбной посуде они маркируют край шейки, горло и максимальное расширение боковин. Спинки простых валиков покрыты насечками и глубокими пальцевыми вдавлениями с оттисками ногтя. Использованы и волнистые валики. Из сложных фигур валиками оформлены вертикальные елочки на придонных частях. Встречено и традиционное многорядье. Из прочерков выстроены вертикальные линии, прямоугольные зоны, паркетные узоры, зигзаги и треугольные фигуры. Отмечен трехрядный зигзаг из глубоких желобков. Иногда зигзаги окантованы бахромой из прочерков и штампов. Под краем венчика наблюдается поясок из насечек. На некоторых придонных частях выражена закраина у дна.

## Позднеабашевские материалы
К поздней абашевской общности отнесено 657 фрагментов от 53 сосудов: колоколовидной (14 экз.), горшковидной (18 экз.), баночной (16 экз.) форм и 5 чаш.

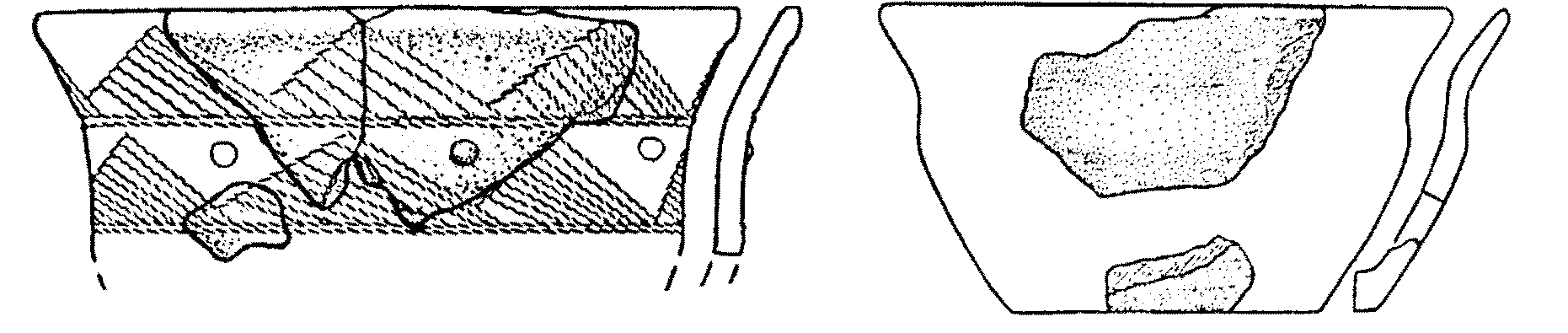
Позднеабашевские колоколовидные сосуды

Керамический комплекс Серебрянского поселения дал большой удельный вес колоколовидных сосудов – 26 %. Колоколовидные формы иллюстрируют типичные раструбные шейки и покатые плечики. Характерными для абашевской керамики являются желобчатые изгибы шеек и приостренные внутренние ребра на горловинах. Доминируют плавные изгибы горловин. Один сосуд с почти вертикальными плечиками иллюстрирует тюльпановидный корпус.
Шейки горшков украшены широкими и глубокими желобчатыми поясками. Отмечены одиночные и многорядные желобки. Определенную желобчатость шейкам придают стянутые вовнутрь их края. Орнаментальные композиции состоят из шнуровых треугольников вершинами вверх с разделителями - шишечками и разнообразных зон из расчесов гребенчатого штампа. В большинстве случаев плечики горшковидных сосудов имеют отвесный характер. На отдельных экземплярах они расширены и слегка выпуклые. Сохранены элементы желобчатости шеек и внутренние ребра на поверхности горловин. Встречены уплощенные венчики и боковые закраины. На некоторых сосудах сужающиеся плечики приострены. Придонные части ряда горшков оформлены в виде укороченных поддонов.

## Погребенияпраболгарскогомогильника
Все 15 захоронений совершены в узких могильных ямах и впущены в культурный слой поселения по гребню мыса. Общая ориентация могил – по линии юго-запад – северо-восток со значительным отклонением в востоку или к западу. Для умерших характерно вытянутое на спине положение с кистями рук на крыльях таза и направленность головой к северо-восток-востоку или же к юго-запад-западу. Керамика представлена столовой, кухонной и парадной посудой. Редкий инвентарь  включал железные ножи, пряжки, игольницу из рога оленя, пинцет, бронзовые золоченные подвески, серебряные и бронзовые бусины, амулет из бронзовых прямоугольных рамок и ворворки  в виде усеченной пирамидки с двумя отверстиями. Хронологические рамки могильника определяются в пределах 3-й четверти 8 –концом 9 века.